# Гурочкина, Алла Георгиевна
Алла Георгиевна Гурочкина (род. 1932) — советский и российский лингвист, кандидат филологических наук, профессор.

## Биография
В 1955 г. окончила Ленинградский государственный университет по специальности «Английская филология».
Окончила аспирантуру по специальности 10.02.04 — германские языки и защитила диссертацию на соискание ученой степени кандидата филологических наук, тема «Структура и семантика полипредикативного предложения с разночленным подчинением в древнеанглийском языке».
Работает в РГПУ им. А. И. Герцена профессором кафедры английской филологии.

## Научная деятельность
Профессор А. Г. Гурочкина является автором более 100 научных и учебно-методических работ по истории английского языка, прагмалингвистике, межличностной коммуникации, когнитивной семантике. Индекс Хирша — 5.

## Основные работы
- Гурочкина А. Г. Языковое общение: когнитивный и прагматический аспекты. СПб., 2003.
- Гурочкина А. Г. Концепт «время» и его образная объективация в поэтическом идиолекте У. Шекспира \\ Сборник научных трудов. М.: ИЯ РАН, 2007.
- Гурочкина А. Г. Комическое в политкорректной сказке // Логический анализ языка. Москва: Изд-во «Индрик», 2007.
- Gurochkina A. Conflict and Tolerance in Communication // Sino-US English Teaching. Volume 9, Number 2, February 2012. David Publishing Company, USA.
- Гурочкина А. Г. Когнитивный и прагмасемантический аспекты функционирования языковых единиц в дискурсе. Учебное пособие. СПб., 2005.
- Гурочкина А. Г. Диалогический дискурс как среда и результат межличностного взаимодействия // Актуальные проблемы современного языкознания. STUDIA LINGUISTICA XVIII.: Сборник статей. — СПб.: Политехника-сервис, 2009.

## Награды
- Почётный работник высшего профессионального образования РФ,
- Почетный профессор РГПУ им. А. И. Герцена[4],
- Медаль РГПУ им. А. И. Герцена «За заслуги в образовании и науке».